# 云山镇 (秦安县)
云山镇，是中华人民共和国甘肃省天水市秦安县下辖的一个乡镇级行政单位。
2016年，甘肃省民政厅批复同意撤销云山乡，设立云山镇。

## 行政区划
云山镇下辖以下地区：
云山村、杨吴村、吴大村、康崖村、张湾村、葛赵村、霍李村、潘河村、下寨村、上姚村、兴隆村、高党村、张沟村、卢坪村、蒲山村、徐张村、南沟村、谢马村、西庄村和背洼村。